# IBM MCCS
IBM MCCS（IBM マネージド・クラウド・コンピューティング・サービス）は日本IBMが2009年より提供する企業向けのクラウドサービス。日本国内のデータセンターに設置されたメインフレームやサーバーやストレージなどを従量課金型のアウトソーシング契約で提供する。

## 概要
2009年7月30日、日本IBMは「稼働率99.999％」との高水準の稼働保証を掲げた「シェアード・クラウド・サービス」としてIBM MCCSを発表した。提供対象は当初はx86サーバーのSystem xおよびストレージのSystem Storageのみであったが、段階的にメインフレームのSystem z、UNIXサーバーのPower Systemsも追加され、以下の3種類となった。
- MCCS for IA : Windows / Linux
- MCCS for UNIX : AIX
- zSHS : IBM System zメインフレームのシェアード・ホスティング・サービス

2010年に千趣会や工学院大学、2011年に福井銀行、日新製鋼などでの採用が発表された。書籍「企業システムのためのパブリッククラウド入門　主要ベンダ11社を徹底紹介」では、「IBMの3つのパブリッククラウド」（SCE、MCCS、CoD）の中でMCCSは「アウトソーシングサービスと組み合わせたIaaS」と位置付けた。